# Liste d'œuvres impliquant les sous-marins

## Cinéma et télévision
- Hommes sans femmes (Men Without Women) (1930), de John Ford avec Kenneth MacKenna. Le sous-marin S-13 sombre, éperonné accidentellement par un bateau. Il n'est possible de sauver les hommes que par l'extérieur. L'oxygène est rationné à bord.
- Conflits (Hell below) (1933), de Jack Conway avec Robert Montgomery, Jimmy Durante. La guerre pour le sous-marin AL14.
- S.O.S. 103 (Uomini sul fondo) (1941), de Francesco De Robertis. L'épopée d'un sous-marin accidenté.
- Close Quarters (ou Undersea Raider) (1943) de Jack Lee. La patrouille en mer du Nord au large de la Norvège, durant la Seconde Guerre mondiale, d'un sous-marin de la classe T de la Royal Navy, le HMS Tyrant.
- Plongée à l'aube (We dive at dawn) (1943), de Anthony Asquith avec John Mills. Les aventures d'un sous-marin anglais pendant la Seconde Guerre mondiale.
- Destination Tokyo (Destination Tokyo) (1943), de Delmer Daves avec Cary Grant. Pendant la guerre du Pacifique, un sous-marin américain reçoit une mission de reconnaissance des côtes japonaises pour de futures cibles de bombardement.
- Opération dans le Pacifique (Operation Pacific) (1951), de George Waggner avec John Wayne. Guerre de sous-marins.
- Duel sous la mer (Submarine Command) (1951), de John Farrow avec William Holden. Le commandant d'un sous-marin, qui se croit lâche se couvre de gloire en Corée.
- Le Sillage de la mort (Torpedo Alley) (1953), de Lew Landers avec Mark Stevens.
- Vingt mille lieues sous les mers (20 000 Leagues Under the Sea) (1954), de Richard Fleischer avec James Mason, Kirk Douglas. Périple avec le Nautilus d'après l'œuvre de Jules Verne.
- Opération Tirpitz (Above us the waves) (1954), de Ralph Thomas avec John Mills. Un commando britannique vise de couler le cuirassé Tirpitz à l'aide de sous-marins.
- Torpilles sous l'Atlantique (The enemy below) (1957), de Dick Powell avec Robert Mitchum, Curd Jürgens. La chasse d'un sous-marin allemand par un destroyer américain pendant la Seconde Guerre mondiale tourne au duel entre les deux commandants.
- Commando dans la mer du Japon (Hellcats of the Navy) (1957), de Nathan Juran avec Ronald Reagan. Un sous-marin américain doit couper les lignes de ravitaillement entre le Japon et la Chine.
- La Dernière Torpille (Torpedo run) (1958), de Joseph Pevney avec Glenn Ford, Ernest Borgnine. Pendant la Seconde Guerre mondiale, le sous-marin Greyfish traque le porte-avions japonais Shinaru, responsable de nombreuses pertes dans les flottes alliées.
- L'Odyssée du sous-marin Nerka (Run silent, run deep) (1958), de Robert Wise avec Clark Gable, Burt Lancaster. En 1942, le sous-marin du commandant Richardson est détruit par l'Akikaze, un destroyer japonais. L'année suivante, à bord du Nerka, Richardson veut affronter l'Akikaze et entraîne ses hommes dans sa vengeance.
- Opération jupons (Operation Petticoat) (1959), de Blake Edwards avec Cary Grant, Tony Curtis. Un sous-marin américain en mauvais état recueille des infirmières de l'armée.
- Le sous-marin Orzel (Orzel) (1959), de Leonard Buczkowski. Le capitaine d'un sous-marin polonais décide de rejoindre la Grande-Bretagne.
- Le Sous-marin de l'apocalypse (Voyage to the bottom of the sea) (1961), de Irwin Allen avec Walter Pidgeon, Peter Lorre. L'amiral Nelson, dans son sous-marin révolutionnaire, veut sauver la planète.
- Les Requins de Haute Mer (en) (Mystery Submarine) (1963), de Pennington Richards avec Edward Judd (en). Guerre de sous-marins.
- L'Espion qui m'aimait (The sky who loved me) (1977) de Lewis Gilbert avec Roger Moore, Barbara Bach et Curd Jürgens. James Bond doit retrouver deux sous-marins nucléaires lanceurs d'engins avec une agent secret soviétique. De plus, sa Lotus Esprit blanche peut se transformer en mini-sous-marin si nécessaire.
- Sauvez le Neptune (Gray Lady Down) (1978), de David Greene avec Charlton Heston, David Carradine. Le sous-marin nucléaire Neptune coule. Le ministère de la marine organise les secours.
- Le Bateau (Das Boot) (1981), de Wolfgang Petersen avec Jürgen Prochnow. L'aventure d'un sous-marin allemand au combat pendant la Seconde Guerre mondiale, en Atlantique et en Méditerranée. Les espoirs et les craintes de son équipage, soumis aux épreuves.
- Abyss (The Abyss) (1989), de James Cameron avec Ed Harris, Mary Elizabeth Mastrantonio. Le sous-marin nucléaire lanceur d'engins américain USS Montana coule par très grand fonds. Le Département de la Marine fait appel à un opérateur privé qui exploite une plate-forme pétrolière sous-marine et qui dispose du matériel et des spécialistes capables de travailler à cette profondeur pour aider une équipe de SEAL à retrouver l'épave, rechercher d'éventuels survivants et empêcher que les Soviétiques ne mettent la main sur les codes secrets ou les armes nucléaires à bord. Mais d'étranges phénomènes se produisent : se pourrait-il qu'une forme de vie extra-terrestre peuple les profondeurs abyssales ?
- À la poursuite d'Octobre rouge (The Hunt for Red October) (1990), de John McTiernan avec Sean Connery, Alec Baldwin. Le passage à l'ouest d'un sous-marin nucléaire lanceur d'engins soviétique.
- USS Alabama (Crimson Tide) (1995), de Tony Scott avec Denzel Washington, Gene Hackman. Une « mutinerie » dans un sous-marin nucléaire lanceur d'engins américain.
- CSS Hunley, le premier sous-marin (The Hunley) (1999), de John Gray avec Armand Assante, Donald Sutherland. Inspiré du premier sous-marin de l'Histoire qui coule un navire ennemi.
- U-571 (U-571) (2000), de Jonathan Mostow avec Matthew McConaughey, Harvey Keitel. Pendant la Seconde Guerre mondiale, des sous-mariniers Américains s'emparent d'un sous-marin allemand avarié avec à son bord une machine codeuse Enigma.
- Le Piège des profondeurs (K-19 : The Widowmaker) (2002), de Kathryn Bigelow avec Harrison Ford, Liam Neeson. Une fuite dans le réacteur nucléaire d'un sous-marin soviétique en 1961.
- Abîmes (Below) (2002), de David Twohy avec Bruce Greenwood, Matthew Davis. Durant la Seconde Guerre mondiale, l'équipage d'un sous-marin américain fait face à une menace terrifiante.
- Alerte solaire (Solar Strike) (2005), de Paul Ziller avec Mark Dacascos. Un sous-marin russe veut lancer des missiles sur la banquise afin de sauver la planète. Un sous-marin américain s'y oppose.
- USS Poséidon (USS Poseidon: The phantom below) (2005), de Brian Trenchard-Smith avec Adrian Paul. La guerre entre un sous-marin américain et un sous-marin indétectable.
- Phantom (Phantom) (2013), de Todd Robinson avec Ed Harris, David Duchovny et William Fichtner. Le capitaine d'un sous-marin soviétique quitte sa famille pour mener une mission des plus mystérieuses qui déterminera le sort prochain du monde.
- Hunter Killer (Hunter Killer) (2018), de Donovan Marsh avec Gerard Butler et Gary Oldman. Un sous-marin nucléaire d'attaque américain est envoyé au large de la péninsule de Kola en Russie pour retrouver un autre SNA américain porté disparu. Il se bat contre toute la marine russe pour tenter d'empêcher la Troisième Guerre mondiale.
- Le Chant du loup (film, 2019) (2019) de Antonin Baudry avec François Civil, Omar Sy, Mathieu Kassovitz et Reda Kateb. Le film montre le rôle des "oreilles d'or" dans la Marine nationale. Surtout quand un ancien sous-marin peut perturber la paix dans le monde.
- U-235 (Torpedo) (2020), de Sven Huybrechts avec Koen De Bouw, Thure Riefenstein, Ella-June Henrard. Durant la Seconde Guerre mondiale, un groupe de résistants belges reçoit une mission secrète : à bord d'un sous-marin allemand capturé, ils doivent convoyer depuis le Congo belge jusqu'à New York une cargaison de minerai d'uranium nécessaire au projet Manhattan pour fabriquer la première bombe atomique.

## Séries télévisées
- Voyage au fond des mers (Voyage to the bottom of the sea) 110 épisodes de 1964 à 1968
- Submarine Super 99 - de Leidji Matsumoto - animation japonaisê - 2003 - 13 épisodes
- Last Resort - de Shawn Ryan - avec André Braucher, Scott Speedman, Daisy Bets - 2012-2013 - 13 épisodes
- Das Boot (2018), de Tony Saint et Johannes W. Betz, avec Rick Okon, Franz Dinda, August Wittgenstein, Tom Wlaschiha, Lizzie Caplan et Vicky Krieps.

## Jeux vidéo
- Silent Hunter 4 : Wolves of the Pacific – U-Boat Missions
- Silent Service
- Wolfpack
- Dangerous Waters, 2005
- Silent Steel

## Littérature
- Vingt Mille Lieues sous les mers de Jules Verne
- Le Styx ou Le Bateau sont les titres français du roman Das Boot de Lothar-Günther Buchheim, édité en 1973
- Octobre rouge de Tom Clancy
- Code SSN de Tom Clancy
- Le Sous-Marin allemand de la Royal Navy de Douglas Reeman
- Le Loup d'écume de Frédéric Fajardie
- La série des Pacino de Michael DiMercurio :
  - Le Sous-marin de l'Apocalypse
  - Opération Seawolf
  - Seawolf - Mission de la dernière chance
  - Coulez le Barracuda
  - Piranha : Tempête en mer de Chine
  - Menace en haute mer
  - La Dernière Torpille
- Le Sous-marin de la dernière chance de Patrick Robinson
- Opération Madelone de Yannick Le Guyadec, Publibook, 2001,  (ISBN 978-2748320435)
- Profondeur limite de Joe Buff (en)
- Vortex de Clive Cussler
- The Temple (1920), nouvelle de Howard Phillips Lovecraft
- La nouvelle de Xavier Lhomme Lothar, mon ami (L'Oiseau parleur, 2022), décrit les dernières heures d'un jeune sous-marinier allemand dont le bâtiment est en train de sombrer.
- Premières plongées - Vingt milles nautiques sous la mer, roman historique de François Guichard (2021 - réédité en 2022 chez Locus Solus), l'histoire romancé du premier sous-marin de la Marine Française et premier sous-marin à propulsion mécanique au monde. Prix Ecume de mer 2023, décerné par la Fédération Nationale du Mérite Maritime et prix de la ville de Rochefort 2023, décerné par l'Académie de Saintonge.

## Bandes dessinées et dessins animés
- Le Trésor de Rackham le Rouge (1944) de Hergé. Une aventure de Tintin.
- Le Secret de l'Espadon (1946-1949) de Edgar P. Jacobs. Une aventure de Blake et Mortimer.
- L'Énigme de l'Atlantide (1955-1956) de Edgar P. Jacobs. Une aventure de Blake et Mortimer.
- Le Repaire de la murène (1957) de Franquin. Une aventure de Spirou et Fantasio.
- Coke en stock (1958) de Hergé. Une aventure de Tintin.
- Tintin et le Lac aux requins  (1972). Un long métrage d'animation inspiré de la bande dessinée Tintin.
- La Ceinture du grand froid  (1983) de Nic et Cauvin. Une aventure de Spirou et Fantasio.
- Kaleunt de Dimitri, Albin Michel, 1988,  (ISBN 978-2226031723)
- Les 3 formules du professeur Sato (1971-1990) de Edgar P.Jacobs puis Bob de Moore. Une aventure de Blake et Mortimer.
- U-Boote, de Pierre Dupuis, Dargaud, 1985
- U-29, de Florent Calvez et Rotomago, Akileos, 2005,  (ISBN 2-915168-22-9) adaptation de The Temple de H. P. Lovecraft
- Paris-sous-Seine (2004) de José Luis Munuera et Jean David Morvan. Une aventure de Spirou et Fantasio.